# Hoya cinnamomifolia
Hoya cinnamomifolia es una especie de enredadera perteneciente a la familia de las apocináceas, originaria de la isla de Java.  

## Descripción
Es uno de los miembros más grandes del género Hoya con normalmente una hoja por nodo. Cada hoja es de color verde oscuro, grande, y tiene venas de color más claro que corren paralelas a la hoja. Las hojas pueden ser tan grande como 15 cm de largo por 6 cm de ancho. 
Las flores se encuentran en umbelas  y tienen una corola de color verde lima y la corona de burdeos brillante. La corola de cada flor parece doblada hacia atrás y la corona sobresale, pero tiene una superficie plana. En las flores se produce un néctar azucarado aunque las flores son más bien de corta duración. Cada flor tiene 2 cm de diámetro.

## Etimología
La especie obtuvo su nombre debido al parecido de sus hojas con  las de Cinnamomum verum.